# Ромео и Джульетта (радиоспектакль)
«Ромео и Джульетта» — радиоспектакль в двух частях по одноимённой трагедии Уильяма Шекспира в переводе Бориса Пастернака, записанный в 1985 году в главной редакции литературно-драматического вещания Всесоюзного радио. Радиопостановка входит в «Золотой фонд» Гостелерадиофонда.

## Над спектаклем работали
- Автор постановки и режиссёр: Алексей Баталов
- Литературный редактор: Нелли Филиппова

В студии записи: Алексей Баталов, Евгений Герасимов, Анна Каменкова

В известной мере и спектакли и фильмы — суть движущиеся иллюстрации, и облик актёра тоже только более или менее удавшийся портрет. Вероятность его совпадения с внутренним представлением каждого сидящего в зале зрителя ничтожна, во всяком случае, не более иллюстрации. А на радио это порой раздражающее несходство актёра с возникшим в душе читателя образом устранено. И если актёр верен автору, внутренней сути изображаемого лица, радиослушатель гораздо скорее и полнее соединит его с тем, кого он хочет видеть. Вот почему радио иногда может дать наиболее точное и глубокое воплощение инсценированной книги. Скрытые микрофоном в этом случае актёры, да и режиссёр только выигрывают. Только здесь Джульетта может быть четырнадцатилетней, а Лир воистину слепым…

## Действующие лица и исполнители
- Эскал, князь веронский — Алексей Баталов
- Капулетти — Армен Джигарханян
- Леди Капулетти, жена Капулетти — Нина Дробышева
- Джульетта, дочь Капулетти — Анна Каменкова
- Кормилица Джульетты — Наталья Тенякова
- Тибальт, племянник леди Капулетти — Николай Караченцов
- Ромео, сын Монтекки — Евгений Герасимов
- Меркуцио, родственник князя, друг Ромео — Игорь Костолевский
- Бенволио, племянник Монтекки, друг Ромео — Алексей Борзунов
- Брат Лоренцо, францисканский монах — Сергей Юрский
- Слуги Капулетти — Степан Бубнов, Андрей Бубашкин, Дмитрий Иосифов, Роман Кветнер
- От автора — Геннадий Никифоров, Рогволд Суховерко
- Стража, ряженые, мужская и женская родня обоих домов, горожане Вероны — артисты московских театров.

## Особенности
- Роли Ромео и Джульетты исполняют Евгений Герасимов и Анна Каменкова, примечательно, что эти актеры в 1972 году принимали участие в дубляже фильма Франко Дзеффирелли «Ромео и Джульетта» (1968)[3]

## Трансляции
- 1994 — Радио «Останкино»: Сокращенный вариант
- 2007 — Радио «Культура»: передача «Театр FM» с Мариной Багдасарян[4]
- 2008 — Радио «Культура»: передача «Театр FM» с Мариной Багдасарян[5]
- 2017 - Радио "Маяк": передача "Впервые после детства"

## Издания
- 2002 — Концерн группа СОЮЗ[6]: В серии «Всемирная аудиобиблиотека». На 2-х аудиокассетах или Аудио-CD
- 2005 — Концерн группа СОЮЗ: В серии «Театр у микрофона. Золотая коллекция». На Mp3-CD
- 2007 — Звуковая книга: В серии «Из архива Гостелерадиофонда». На Mp3-CD